# ライプニッツの積分法則
ライプニッツの積分法則（ライブニッツのせきぶんほうそく）とは、積分に対する微分を計算する法則。名称はゴットフリート・ライプニッツに由来する。

## 概要
以下の様に積分が定義された場合、
{\displaystyle \int _{a(x)}^{b(x)}f(x,t)\,dt,} {\displaystyle -\infty <a(x),b(x)<\infty } .
この積分の導関数は次のようにして得られる。
{\displaystyle {\frac {d}{dx}}\left(\int _{a(x)}^{b(x)}f(x,t)\,dt\right)=f{\big (}x,b(x){\big )}\cdot {\frac {d}{dx}}b(x)-f{\big (}x,a(x){\big )}\cdot {\frac {d}{dx}}a(x)+\int _{a(x)}^{b(x)}{\frac {\partial }{\partial x}}f(x,t)\,dt\qquad (1)}

　積分の上限と下限がxの関数ではなく定数の場合は、
{\displaystyle {\frac {d}{dx}}\left(\int _{a}^{b}f(x,t)\,dt\right)=\int _{a}^{b}{\frac {\partial }{\partial x}}f(x,t)\,dt.}
となる。これは(1)式の第一項と二項の微分が零の場合と同じである。

　 {\displaystyle a(x)=a} そして {\displaystyle b(x)=x} の場合は、次のようになる。
{\displaystyle {\frac {d}{dx}}\left(\int _{a}^{x}f(x,t)dt\right)=f{\big (}x,x{\big )}+\int _{a}^{x}{\frac {\partial }{\partial x}}f(x,t)dt,}
これは(1)式の第一項の微分が1、第一項の微分が零の場合と同じである。